# Peter Gerl senior
Peter Liborius Gerl (* 22. Oktober 1795 in Wien; † 29. April 1884 ebenda) war ein österreichischer Architekt und Stadtbaumeister.

## Leben
Peter Gerl entstammte einer weitverzweigten Baumeisterfamilie aus Wien, die bereits im 17. Jahrhundert in dieser Branche tätig war. Als Sohn des Baumeisters Liborius Thaddäus Gerl und dessen Ehefrau Katharina (geborene Unrein) wurde Peter Liborius Gerl am 22. Oktober 1795 in Wien geboren und machte zunächst eine Maurerlehre bei seinem Vater. Auch sein Onkel Josef Ignaz Gerl war als bürgerlicher Baumeister in Wien tätig; ebenso Peter Gerls Bruder Franz Josef. Danach absolvierte er unter Johann Ferdinand Hetzendorf von Hohenberg von 1809 bis 1813 die Akademie der bildenden Künste Wien, wo er auch dem Bürger-Militärkorps der Akademie angehörte und wurde etwa um 1818 Polier bei seinem Schwager Alois Ignaz Göll. Bereits ein Jahr später wurde Gerl k.k. Fortifikations-Baumeister und Werkführer, wurde aber in der zur damaligen Zeit wegen ihrer laufenden Schikanen bekannte Baumeisterinnung erst im Jahre 1823 aufgenommen. Auch Peter Gerl wurde im Jahre 1819 Opfer einer dieser Schikanen, als sein Schwager die Innung ersuchte, Gerls Plan des k.k. Militär-Gusshauses auf der Seilerstätte als Zöglingsstück anzuerkennen. Obwohl die Innung zustimmte, war die Ausstellung des Zeugnisses daraufhin sehr langwierig.
Im Jahr 1823 wurde er auch Bürger von Wien und heiratete seine Frau Therese Walburga Lutz von Lutzenau, mit der er zwölf Kinder hatte. Seine sieben Söhne waren Peter Rudolf (1827–1901), August Heinrich (1834–?), Heinrich Gerl (1835–1870), Ferdinand Heinrich (1836–?), Wilhelm (1838–?), Josef (1839–?) und Alois (1840–?), wobei nur der Erstgeborene und der bereits früh verstorbene Heinrich in die Fußstapfen ihres Vaters traten und ebenfalls Stadtbaumeister bzw. Zivilarchitekten wurden. Seine fünf Töchter waren Henriette Eleonore (1828–1905), Johanna (~1831–1919), Therese, Leopoldine und eine weitere nicht namentlich aufgeführte Tochter. Seine erstgeborene Tochter und gleichzeitig sein zweitgeborenes Kind Henriette Eleonore heiratete unter anderem den Architekten und Stadtbaumeister Anton Ubell.
Selbst führte Peter Gerl ein sehr erfolgreiches Bauunternehmen, wobei er sowohl nach eigenen Plänen und zum Teil auch als Bauherr, aber auch nach Plänen anderer Architekten, Miethäuser errichtete. Der Schwerpunkt seiner Arbeit lag in seinem Heimatbezirk, dem heutigen 3. Wiener Gemeindebezirk Landstraße. Da sein Sohn Peter Rudolf im fortgeschrittenen Alter auch an der Seite seines Vaters im Unternehmen mitarbeitete, ist es heute schwierig die fertiggestellten Gebäude einem der beiden zuzuschreiben, da die Gebäude zumeist einfach einem „Peter Gerl“ zugeschrieben wurden und keine Ergänzung erfolgte, ob Vater oder Sohn beteiligt waren. Dennoch ist bekannt, dass die beiden an einer Reihe von Gebäuden auch zusammenwirkten.
Am 29. April 1883 starb Peter Liborius Gerl im Alter von 89 Jahren wie es heißt an Altersschwäche.

## Werk
Peter Gerl führte ein sehr erfolgreiches Bauunternehmen, wobei er sowohl nach eigenen Entwürfen, als auch nach Plänen anderer Architekten baute. Er errichtete eine große Zahl an Wohnbauten in den Wiener Vorstädten, deren Gestaltung meist einfach und kostengünstig ausfiel. Sein Sohn Peter arbeitete zeitweise mit ihm zusammen. Da stets nur vereinfacht von einem Peter Gerl gesprochen wurde, ist im Detail oft nicht zu unterscheiden, welcher der beiden Baumeister gemeint war.
- Miethaus, Rochusgasse 25 / Ungargasse 35, Wien 3 (1820), nicht erhalten
- Miethaus, Beatrixgasse 4, Wien 3 (1822), Änderungen; 1788 von Josef Meissl der Ältere erbaut
- Miethaus, Beatrixgasse 4a und 4b, Wien 3 (1822), Änderungen; 1803 von Josef Dallberg sen. erbaut
- Miethaus, Hohlweggasse 20, Wien 3 (1822)
- Miethaus, Kölblgasse 7, Wien 3 (1822)
- Wohnhaus, Schimmelgasse 3, Wien 3 (1822–1824)
- Miethaus „Zur kleinen Weintraube“, „Zum Steinernen Löwen“, Sonnenfelsgasse 5, Wien 1 (1823), 4. Stock und Fassade; Baukern 16./17. Jh.
- Miethaus „Sünnhof“, Landstraßer Hauptstraße 28, Wien 3 (1823), 1837 von Josef Dallberg erweitert, 1845 als Durchhaus zur Ungargasse 13 erweitert, heute Hotel
- Wohnhäuser, Klimschgasse 19, 21, 40, 42, Wien (1824–1826)
- Miethaus, Erdbergstraße 22, Wien 3 (1824), nicht erhalten
- Miethaus, Marxergasse 12, Wien 3 (1824), nicht erhalten
- Miethaus, Rennweg 57, Wien 3 (1824), nach Kriegsschäden Dekor reduziert, 2014 abgebrochen
- Miethaus „Zum Grünen Kranz“, Landstraßer Hauptstraße 30, Wien 3 (1825)
- Hotel Nagler, Rennweg 59–61, Wien 3 (1825), nicht erhalten
- Vergnügungslokal der Brauerei Wedl, Ungargasse 52 / Neulinggasse 1, Wien 3 (1825), 1980 abgebrochen
- Miethäuser, Hafengasse 2, 6, 8, 14, Wien 3 (1824–1826)
- Miethaus, Reisnerstraße 4, Wien 3 (1826)
- Miethaus, Rasumofskygasse 30, Wien 3 (1826)
- Miethaus, Posthorngasse 5, Wien 3 (1827)
- Miethaus, Ziegelofengasse 3, Wien 5 (1827)
- Miethaus, Ziegelofengasse 7, Wien 5 (1826), Fassade wurde 1954 durch Architekt Friedrich B. Steinbach verändert
- Miethaus, Ziegelofengasse 11, Wien 5 (1827), Fassade verändert
- Miethaus, Reisnerstraße 22, Wien 3 (1828), 1970 abgebrochen
- Miethaus, Wassergasse 5, Wien 3 (1828), nicht erhalten
- Wohnhaus „Zu den 5 Kronen“, Drahtgasse 3, Wien 1 (1828–1829), Adaptierung; 1724 erbaut
- Miethaus, Hainburger Straße (Nr. unbekannt), Wien 3 (1830)
- Miethaus, Schlösselgasse 2 / Tulpengasse 8, Wien 8 (1835)
- Miethaus, Malzgasse 10, Wien 2 (1836)
- Miethaus, Praterstraße 53 = Afrikanergasse 4 (Durchhaus), Wien 2 (1836)
- Miethaus, Karolinengasse 29, Wien 4 (1836)
- Miethaus, Praterstraße 14 / Ferdinandstraße 5, Wien 2 (1837), 1954 nach Kriegsschäden vereinfacht wiederhergestellt
- Miethaus, Praterstraße 57 = Afrikanergasse 8 (Durchhaus), Wien 2 (1837)
- Miethaus, Landstraßer Hauptstraße 109, Wien 3 (1837), 1843 Zubau eines Hoftraktes
- „Erdbergschlössel“, Erdbergstraße 29 bis 29A / Wassergasse 9, Wien 3 (1837–1838), mit Josepf Dallberg jun., nicht erhalten
- Schloss auf dem Gallitzinberg (Wilhelminenberg), Savoyenstraße 2, Wien 16 (1838), Renovierung und Zubauten; 1905 Neubau von Eduard Frauenfeld und Ignaz Sowinski
- Miethaus, Franzensbrückenstraße 14 / Czerningasse 24, Wien 2 (1838)
- Miethaus, Glockengasse 6 / Rotensterngasse 8, Wien 2 (1838)
- Miethaus, Erdbergstraße 49, Wien 3 (1838)
- Russisches Bad (Sophienbad), Marxergasse, Wien 3 (1838), Bauherr Franz Morawetz
- Miethaus, Schiffamtsgasse 9 / Schreygasse 21, Wien 2 (1839), nicht erhalten
- Miethaus, Barichgasse 28, Wien 3 (1840), Umbau, 1803 von Josef Dallberg errichtet?
- Miethaus, Ungargasse 11, Wien 3 (1840), Adaptierung; 1823 v. W. X. Deimel erbaut
- Miethaus, Obere Augartenstraße 56, Wien 2 (1841)
- Miethaus, Mayergasse 14 / Czerningasse 25, Wien 2 (1842), Umbau
- Miethaus, Hammer-Purgstallgasse 6, Wien 2 (1842), nicht erhalten
- Miethaus, Rechte Wienzeile 31, Wien 4 (1842)
- Miethausanlage, Am Heumarkt 9 / Beatrixgasse 28, Wien 3 (1842), Adaptierung; von Ph. Brandl erbaut; stark verändert
- Miethaus, Heumühlgasse 20, Wien 4 (1842)
- Miethaus, Königseggasse 5 / Brauergasse 7, Wien 6 (1842), nach 1865 Fassadenveränderung
- Miethaus, Karolinengasse 28, Wien 4 (1843)
- Miethaus, Preßgasse 31, Wien 4 (1843), nicht erhalten
- Miethaus, Juchgasse 24 / Arenberggasse 8, Wien 3 (1844)
- Miethaus, Barichgasse 32, Wien 3 (1844), Umbau; 1803 von J. Dallberg errichtet
- Miethaus, Untere Donaustraße 43 / Robertgasse 4, Wien 2 (1845), Umbau und neue Fassade; 1807 erbaut
- Miethaus, Garbergasse 6, Wien 6 (1845)
- Miethäuser, Bürgerspitalgasse 11, 13, 27, Wien 6 (1845–1848), Nr. 27 im Jahr 2002 abgebrochen
- Sophiensaal (Großer Saal, Sofiensäle, durch Brand zerstört) an Stelle des Russischen Bades, Marxergasse, Wien 3 (1845–1849), als Baumeister; Architekten: August Sicard von Sicardsburg und Eduard van der Nüll
- Miethaus, Liniengasse 25, Wien 6 (1845–1847), Fassade abgeräumt
- Miethaus, Liniengasse 48, Wien 6 (1845–1847), nicht erhalten
- Miethaus „Zum Bodensee“, Landstraßer Hauptstraße 110 / Barichgasse 1, Wien 3 (1846)
- Miethaus, Praterstraße 56, Wien 2 (1847)
- Miethaus, Castellezgasse 25, Wien 2 (1847)

vermutlich gemeinsam mit seinem Sohn:
- Miethaus, Rasumofskygasse 20–24 / Salmgasse 1 / Spiegelgasse 3, Wien 3 (1848–1854), 1803–1807 ursprünglich als Stallung von Palais Rasumofsky errichtet; Aufstockung und Adaptierung
- Miethäuser, Wiedner Hauptstraße 140, 150, Wien 5 (1849), beide nicht erhalten
- Miethaus, Eisvogelgasse 6, Wien 6 (1849)
- Miethaus „Zu den drei weißen Tauben“, Lederergasse 20 / Mölkergasse 6, Wien 8 (1850), Zubau
- Miethaus, Liniengasse 26 / Millergasse 17, Wien 6 (1851), nicht erhalten
- Miethaus, Wollzeile 11, Wien 1 (1854), Adaptierung; Erbauung 1819
- Miethaus, Landstraßer Hauptstraße 116 / Juchgasse 2, Wien 3 (1856)
- Volksschule der Stadt Wien, Erdbergstraße 76, Wien 3 (1860)
- Miethaus, Beatrixgasse 16 / Rechte Bahngasse 4, Wien 3 (1870), Hausbesitzer, Fassade abgeschlagen
- Miethaus, Wiedner Gürtel 18 / Argentinierstraße 71, Wien 4 (1876)
- Miethaus, Radetzkystraße 15–17 / Löwengasse 10 / Radetzkyplatz, Wien 3 (1876)
- Miethaus, Beatrixgasse 19 / Rechte Bahngasse 6, Wien 3 (1878), mit Architekt Karl Reisner